# Рабочие
Рабо́чий (рабо́чая, рабо́чие) — в соответствии с Толковыми словарям русского языка Т. Ф. Ефремовой и С. И. Ожегова — тот, кто работает по найму; работник первичного уровня сотрудников (персонала) технологического производства или просто работники физического труда индустриального (завод, фабрика, др.), агропромышленного (совхоз, птицефабрика, свинокомплекс, МТС, др.), транспортного (железная дорога, аэродромная служба, др.), энергетического (котельная, электрическая станция), ресурсодобывающего (шахта, карьер, нефте- и газо-промысел) или строительного (в том числе промышленно-строительная индустрия) предприятия.
Рабочие в XIX и XX веках являлись доминирующей частью рабочей силы (наёмные работники), прежде всего в производственных предприятиях реального сектора экономики. Другими составными частями рабочей силы предприятия являются рабочая интеллигенция, линейные менеджеры и ИТР, наёмные руководители отделов, комитетов и департаментов, а также наёмный и не являющейся сособственником предприятия топ-менеджмент.
С 1980-х гг. в индустриально-развитых странах мира в процессе инноватизации производства происходит радикальное изменение социальной структуры современных предприятий, структура рабочей силы, а также понятие «рабочий» претерпевают изменения отношения собственности.

## Подготовка трудовых резервов
И ранее, и в основной массе сегодня, рабочие имеют лишь начальный профессиональный уровень образования, минимально достаточный для выполнения рабочей функции на производстве.
В XX веке в странах мира (как западных, так и в СССР) была развёрнута система подготовки трудовых резервов — обучение молодёжи рабочим специальностям: сначала в форме профессиональных школ и ремесленных училищ, затем (в СССР 1960-х — 1980-х гг.) в форме средних профессионально-технических училищ (городских, ГПТУ / СГПТУ и сельских, СПТУ / ССПТУ).
Инноватизация цивилизации в конце XX — начала XXI вв. вызвала спрос на рабочих с высокими профессиональными компетенциями, способных осуществлять рабочую функцию на высокотехнологическом и наукоёмком производстве. Такими трудовыми ресурсами стали выпускники инженерных вузов или выпускники техникумов и высших колледжей: усложнившееся производство требует и высоких компетенций. В настоящее время в России начали формироваться центры дуального образования (техникум+завод) и специализированные ресурсные центры — как в структуре техникума, так и отдельно на какой-либо территории в интересах индустриального предприятия. Здесь обучение, приобретение обучающимися навыков и высокопрофессиональных компетенций происходит на существенно более глубоком, чем в ГПТУ, уровне.
В экономически развитых странах в условиях увеличения в структуре экономики предприятий с высокотехнологическими, наукоёмкими, а то и инновационными производствами количество рабочих как низкоквалифицированных первичного уровня наёмных работников  сокращается.
В XIX и XX веке в массе своей рабочие были лишь наёмными работниками, пролетариатом, однако с развитием экономического направления «народный капитализм» (стимуляция к высокопроизводительному и ответственному труду за счёт вовлечения в собственники и участники предприятия) многие из них стали акционерами или иными совладельцами предприятия.
В отличие от эпох индустриализации и постиндустриализации, квалифицированные и высокообразованные рабочие всё чаще становятся сособственниками бизнеса. Это в целом коррелируется с трендами на массовизацию бакалавриата — новые поколения молодёжи не стремятся быть малообразованной и не влияющей на прибыльность массой, личностное развитие нацелено на соучастие в получении прибыли от работы компании.
Некоторые полагают, что это подрывает позиции марксизма XIX века, показавшего, что сословие наёмных и бесправных рабочих может изменить свою участь лишь взяв власть в свои руки, осознав себя как рабочий класс — ударную силу уничтожения капиталистического общества и государства; переработанный Лениным для условий монополистического капитализма марксизм был реализован в ходе Октябрьской революции и последующего строительства советского общества. Успехи советского строительства и активная борьба пролетариата за свои права существенно улучшили условия жизни трудящихся, но поле того, как СССР был развален, во всех капиталистических странах наблюдается откат достигнутых улучшений: социальные гарантии урезаются, права попираются. Пролетариат сегодня значительно расширил свою социальную базу: большая часть сегодняшних трудящихся, это служащие: им также нечего предложить на рынок кроме собственной рабочей силы. Буржуазия же ищет всё новые формы фиктивного привлечения рабочих ведущих стран мира к «участию в собственности», «вовлечению в жизнь предприятия», отвлекая от понимания устройства общественного движения, осознания своих классовых интересов. Буржуазные пропагандисты также, часто подменяют классовую борьбу противостоянием рабочих и управленцев, игнорируя, что топ-менеджмент — собственник куплен им «топовой» зарплатой, отражающей не стоимость рабочей силы управленца, а уровень участия в доходе компании.

## Социализация
Начиная с XIX века для социальной защиты малообразованных и угнетаемых работодателями рабочих стали создаваться общественные организации — профессиональные союзы. Со временем профсоюзы стали официальным посредником (а в США — и самостоятельным игроком на рынке труда и как разновидность бизнеса) между наёмными работниками и работодателями. Самоорганизация системы предприятий привела в XX веке к минимизации социального противоречия между рабочими и предприятием. Институт «народного капитализма» вообще привёл к кризису теории революционности рабочего класса, — одного из основных постулатов марксизма: рабочие-сособственники и соруководители предприятий не имеют революционных мотиваций и наоборот, настроены на укрепление своего предприятия и повышения его устойчивости. Сегодня профсоюзы всё больше и больше утрачивают роль защитника прав наёмных работников.
В начале XXI века в Германии, а затем в ряде других стран, и с 2015 года в России стало разворачиваться движение чемпионатов (национальных и международных) «WorldSkills» по популяризации и стимулированию системы профтехобразования подготовки трудовых ресурсов в социальной группе рабочих. Однако уже летом 2019 года в России вместо рабочих профессий на этих чемпионатах начинает популяризироваться сегмент «синих воротничков» в форме работников туристических агентств и в IT-сфере (программирование, веб-дизайн и т.д.).